# Шелейховский, Владимир Кондратьевич
Владимир Кондратьевич Шелейховский (1825—1887) — деятель городского общественного управления Санкт-Петербурга.

## Биография
Родился в 1825 году в семье Кондратия Антоновича Шелейховского. Воспитывался в 1-м кадетском корпусе, где и окончил полный курс и в августе 1844 года был произведён в прапорщики 19-й конно-артиллерийской батареи. Уже 26 декабря 1846 года оставил военную службу и 13 мая 1847 года, по приглашению члена бывшей тогда комиссии для введения нового общественного управления в столице H. А. Милютина, поступил в канцелярию только что открытой тогда Санкт-Петербургской городской общей думы. На поприще 34-летней службы по городскому общественному управлению Ш. прошел почти все должности в канцелярии Общей Думы. Начав службу с должности регистратора и помощника делопроизводителя 1-го отделения думы, он впоследствии был назначен делопроизводителем ремесленного, мещанского и купеческого отделений. Купеческое и мещанское управления обязаны ему весьма ценными работами: купеческое — ежегодником «Справочной книги о купцах»; мещанское — исследованием причин накопления податной недоимки этого сословия, а также установлением первых начал по устройству общественного призрения в мещанском сословии, ближайшими распоряжениями по введению в столице жеребьевой системы отбывания рекрутской повинности и по призыву ратников ополчения 1854 года. Шелейховскому также принадлежит составление отчёта о действиях мещанского и купеческого управлений за первые 9 лет по введению Городового положения 13 февраля 1846 года, который получил лестный отзыв ставшего уже товарищем министра внутренних дел H. А. Милютина. 
Шелейховский неоднократно был приглашался в некоторые высшие правительственные учреждения. Например, в 1861 году он состоял в комиссии при министерстве финансов «об освобождении мещан от подушной подати», и ему было поручено составить доклад по этому предмету. После пожаров 1862 года он был приглашён к участию в комиссии, учреждённой для распределения пособий между погорельцами и за деятельность в этой комиссии был награждён орденом Св. Станислава 2-й степени. В 1865 году с прекращением сословного подразделения думы, Шелейховскому было предложено делопроизводство по личной переписке городского головы и редактирование «Известий городской думы». На него также было возложено составление доклада особой, учреждённой тогда при думе, комиссии для пересмотра всей системы городских общественных сборов в столице. Этот обширный труд стал первым опытом исторического очерка развития каждого существовавшего в Петербурге источника общественного благосостояния и всестороннего исследования тогдашнего неудовлетворительного их положения; в нём были намечены меры к приведению городских доходных статей в лучшее устройство. За эту работу в 1872 году Шелейховский был удостоен общественной благодарности, выраженной в приговорах думы. В 1880 году он подал прошение об увольнении его от службы по состоянию здоровья. 
Умер 27 июня (9 июля) 1887 года. Похоронен на Митрофановском кладбище вместе с сестрой Надеждой.